# Пітер Вільям Саткліфф
Пітер Саткліфф (англ. — Peter Sutcliffe) (2 червня 1946 — 13 листопада 2020) — англійський серійний вбивця, охрещений пресою як «йоркширський різник». 22 травня 1981 року Саткліфф був засуджений за вбивство 13 жінок та спробу вбивства семи інших. Він відбував 20 покарань довічних ув'язнень. Усі, крім двох його вбивств, відбулися в Західному Йоркширі; інші були в Манчестері.

## Біографія
Пітер Вільям Саткліфф народився 2 червня 1946 року в графстві Йоркшир. Був недоношеним і дуже слабким. Але мати його виходила. Потім у Саткліффів народилося ще п'ятеро дітей, але мати завжди виділяла Пітера. Він ріс абсолютно неконфліктною людиною. Ніколи не сперечався, не відстоював свою думку, навіть якщо був правим. Один раз у школі Пітер посварився з однолітками. Відчуваючи його нездатність дати відсіч, хлопчика просто зацькували. Пітер майже два тижні не відвідував школу і нічого не говорив вдома. Але незабаром йому довелося повернутися за парту.
Батько змусив Пітера зайнятися бодібілдінгом після того, що сталося. Зі школи Пітер пішов при першій же можливості, як тільки йому виповнилося 15 років. Батько влаштував його на фабрику, де працював сам, — учнем токаря. Пітер постійно запізнювався на роботу, намагався піти раніше часу, а через десять місяців пішов з фабрики. Потім він влаштувався могильником на кладовищі. Там йому сподобалося, він пропрацював більше трьох років, потім, за наполяганням батька, перейшов на роботу в майстерню з ремонту автомобілів. Пропрацював там лише рік і знову повернувся на цвинтар. Він полюбив машини, став впевненішим у собі, купив мотоцикл. В 21 рік Пітер зустрів свою майбутню дружину.
Він одружився з молодою дівчиною Сонею Цурме 10 серпня 1974 року. Його не хвилювало те, що вона страждала на шизофренію. Через захворювання дівчина не могла отримати престижну роботу, а тому працювала доглядальницею у лікарні Лідса. Приблизно раз на тиждень у неї випадали нічні чергування, під час яких Пітер Саткліфф здійснював вбивства. Всі інші дні він ночував удома. А коли виїжджав, обов'язково телефонував дружині з телефонів-автоматів в лікарню і говорив, що знаходиться вдома, чим забезпечував собі алібі.

## Вбивства
Першою жертвою Саткліфф стала 28-річна Віломена Маккен. Вона з 14 років була повією і в ніч з 29 на 30 жовтня 1975 року теж перебувала на роботі. Але вранці вона не прийшла додому, і її 9-річна донька (у Віломени було четверо дітей), пішла до сусідів, щоб ті викликали поліцію. Тіло Маккен було знайдено в ста метрах від будинку.
Віломену спершу оглушили чимось важким по голові, а потім порізали ножем, після її смерті з неї зняли штани і білизну, також було встановлено, що вбивця мастурбував на мертве тіло.
Протягом 5 років Саткліфф вбив ще 12 жінок. Саткліфф був заарештований 2 січня 1981 року за невелике правопорушення. При цьому поліція звернула увагу на докази, що вказують на те, що Саткліфф і був вбивцею. Він у всьому зізнався.

## Суд та ув'язнення
Під час судового розгляду справи в суді Олд-Бейлі Саткліфф не визнавав провину на тій підставі, що він є неосудним (має психічні розлади). Але після 6-годинного обговорення жюрі присяжних визнали його осудним та винним в скоєнні злочинів більшістю голосів 10-2. За вироком, проголошеним 22 травня 1981 року, Пітера Саткліффа було засуджений до довічного ув'язнення. Він отримав 20 довічних термінів ув'язнення. У 2009 році злочинець спробував оскаржити вирок, але 14 січня 2011 року в праві на апеляційне оскарження йому було відмовлено.
Перебував у в'язниці «Паркхерст» з 1981 по 1984 рік. У 2001 році лікар маніяка заявив, що той вже не представляє загрози для суспільства. У 2013 році Саткліфф оголосив, що має намір написати автобіографію, в якій викладе правду про себе і опублікує повний список нападів. За книгу він розраховує виручити 500 тисяч фунтів стерлінгів.

## Документальні фільми
У 2019 році BBC випустили документальний фільм-розслідування The Yorkshire Ripper Files: A Very British Crime Story (Архіви справи Йоркширського різника: Типова британська кримінальна історія), який складався з 3-х епізодів і отримав високі рейтинги серед глядачів та критиків на IMDb. Також у 2019 році Netflix оголосили про свої плани створити новий серіал, присвячений історії злочинів Пітера Саткліффа.